# Ернст Ґабер
Ернст Ґабер (нім. Ernst Gaber, 6 червня 1907 — 13 серпня 1975) — німецький академічний веслувальник.
Олімпійський чемпіон 1936 року в складі розпашної четвірки зі стерновим, срібний призер 1932 року в складі розпашної четвірки без стернового.
Чемпіон Європи 1935 року в складі розпашної четвірки зі стерновим.